# NGC 4616
NGC 4616 (другие обозначения — ESO 322-56, MCG −7-26-30, DCL 134, PGC 42662) — эллиптическая галактика (E) в созвездии Центавра. Иногда классифицируется как эллиптическая позднего типа (E+ по Вокулёру) или линзовидная (S0).
Этот объект входит в число перечисленных в оригинальной редакции «Нового общего каталога».
Находится в 7′ к северо-западу от спиральной галактики NGC 4622 и имеет близкую к ней радиальную скорость (4586 км/с у NGC 4616 и 4367 км/с у NGC 4622), в связи с чем высказано предположение, что именно она вызвала приливное возмущение, которое привело к образованию у NGC 4622 редкой особенности — двух наборов спиральных рукавов, закрученных в противоположные стороны. Обе галактики считаются принадлежащими к одной части скопления Центавра.
К северо-востоку от галактики на угловом расстоянии 0,7′ находится яркая звезда поля. К югу в 1,1′ — маленькая спиральная галактика-компаньон PGC 42667. У NGC 4616 прослеживаются следы тусклых спиральных рукавов.